# Cornufer mamusiorum
Espèce
Synonymes
- Platymantis mamusiorum Foufopoulos & Brown, 2004

Statut de conservation UICN

 DD  : Données insuffisantes
Cornufer mamusiorum est une espèce d'amphibiens de la famille des Ceratobatrachidae.

## Répartition
Cette espèce est endémique de Nouvelle-Bretagne en Papouasie-Nouvelle-Guinée. Elle se rencontre au nord des monts Nakanai de 1 500 à 1 700 m d'altitude.

## Publication originale
- Foufopoulos & Brown, 2004 : New frog of the genus Platymantis (Amphibia; Anura; Ranidae) from New Britain and redescription of the poorly known Platymantis macrosceles. Copeia, vol. 2004, no 4, p. 825-841.